# Gerry Desjardins
Gerard Ferdinand Desjardins (nacido el 22 de julio de 1944 en Noëlville, Ontario) es un portero profesional de hockey sobre hielo jubilado de Canadá.

## Carrera profesional
Antes de jugar en la NHL, Desjardins jugó 2 temporadas en la CPHL con los Houston Apollos.
Se unió a Los Angeles Kings en 1968, pero primero jugó una temporada en la AHL para los Cleveland Barons. Jugó 2 temporadas con los Kings y se unió a los Chicago Black Hawks donde jugó durante 3 años. Después de su tiempo con los Black Hawks, se fue y jugó para los New York Islanders por 2 temporadas y los Buffalo Sabres por 4 años. Se retiró de jugar hockey profesional sobre hielo en 1978.
- Datos: Q3801251